# Hraniční přechod Dolní Marklovice – Marklowice Górne
Hraniční přechod Dolní Marklovice – Marklowice Górne (polsky Przejście graniczne Marklowice Górne – Dolní Marklovice) je bývalý silniční hraniční přechod na česko-polské státní hranici na hraničním úseku I/133/6 - I/133/7 mezi českou obcí Dolní Marklovice (místní část obce Petrovice u Karviné, okres Karviná, Moravskoslezský kraj) a polskou obcí Marklowice Górne (okres Těšín, Slezské vojvodství). Přechod leží v nadmořské výšce 225 m n. m. na silnici II/475. Před zrušením byl určen pro pěší, cyklisty a motoristy.
Hraniční přechod byl zrušen při vstupu České republiky do Schengenského prostoru v roce 2007. V případě dočasného znovuzavedení ochrany vnitřních hranic je provoz na hraničním přechodu upraven Sdělením Ministerstva vnitra č. 395/2021 Sb.